# HP (기업)
HP 주식회사(영어: HP Inc.) 또는 "에이치피 주식회사"는 미국 개인용 컴퓨터 제조 및 판매 회사이다. 주요 제품은 개인용 컴퓨터와 노트북 컴퓨터, 프린터 및 프린터 복합기, 2015년 11월 1일에 한 회사였던 휴렛 팩커드에서 기업용 장치 및 클라우드 사업 분야와 개인용 컴퓨터 관련 사업을 두 개 회사로 분할 설립하였다. 개인용컴퓨터와 관련 사업을 담당할 회사는 그 이름을 휴렛팩커드의 약자인 "에이치피"로 바꾸었다. 기업용 장치와 클라우드 사업 분야는 휴렛 팩커드 엔터프라이즈로 새로 설립하였다.

## 역사
2017년 11월, HP는 삼성의 프린터 부문을 10억 5천만 달러에 인수하였다.
2019년 11월부터 2020년 3월 31일까지 미국의 복사기 회사 제록스로부터 강제 인수 합병 시도에 시달렸다. 인수합병 시기에 회사규모는 HP가 제록스보다 3배 이상 큰 규모였고, 자금 측면에서도 HP가 제록스보다 뒤지지도 않은 상태에서 제록스가 무리수를 둔 경우였다. 결국 코로나19 이후 제록스의 인수합병은 실패하였고, 이후 제록스는 경영 위기를 겪고 규모를 줄였지만, 현재 HP 코로나19 영향으로 시장에서 성장하였고, 2022년부터 경쟁사인 레노버와 델이 판매량이 하락하는 가운데 HP는 성장세에 있다.

## 현재의 사업
HP는 개인용 컴퓨터(PC), 프린터, 복합기, 3D프린터 등을 개발, 생산하고 있다.
프린터 업계에서 세계 1위를 유지하며, 세계 시장에서 24% 점유율을 보인다. 노트북 사업에서 레노버 다음으로 근소한 차이로 2등을 한다. 레노버 PC를 미국 내에 판매하지만, HP PC를 중국에 판매하기 어려운 상태에서도 중국에서 선전하며 근소한 차이로 2등을 유지하는 하는 중이다.
2024년 8월 중국 내에 위치한 PC 공장의 대부분을 태국으로 이전할 계획을 발표하였다. 현재 생산량의 70%를 공급가능한 공장을 태국에 세우고 제조 부문에서 중국의 영향력을 줄이는 방향을 잡았다.

## 같이 보기
- 한국HP
- 휴렛 팩커드 엔터프라이즈
- 레알 마드리드